# Thạnh Đức, Bến Lức
Thạnh Đức là một xã thuộc huyện Bến Lức, tỉnh Long An, Việt Nam.

## Địa lý
Xã Thạnh Đức nằm ở phía tây nam huyện Bến Lức, có vị trí địa lý:
- Phía đông giáp thị trấn Bến Lức
- Phía đông nam giáp xã Nhựt Chánh
- Phía tây bắc giáp xã Bình Đức
- Phía tây nam giáp huyện Thủ Thừa
- Phía bắc giáp xã An Thạnh.

Xã có diện tích 13,45 km², dân số năm 1999 là 10.363 người, mật độ dân số đạt 770 người/km².

## Hành chính
Xã được chia thành 6 ấp: 1, 2, 3, 4, 5, 6.

## Lịch sử
Xã Thạnh Đức được thành lập vào ngày 14 tháng 1 năm 1983 trên cơ sở tách một phần diện tích và dân số của xã Bình Đức.